# Protection (Face to Face)
Protection è il nono album in studio del gruppo musicale statunitense Face to Face, pubblicato nel 2016.

## Tracce
1. Bent But Not broken – 2:30
2. I Won't Say I'm Sorry – 3:27
3. Double Crossed – 2:49
4. See If I Care – 3:25
5. Say What You Want – 2:52
6. Protection – 2:57
7. Fourteen Fifty-Nine – 2:59
8. It Almost All Went Wrong – 2:57
9. Keep Your Chin Up – 3:35
10. Middling Around – 3:00
11. And So It Goes – 3:38

## Formazione
- Trever Keith - voce, chitarra
- Scott Shiflett - basso, cori
- Dennis Hill - chitarra, cori
- Danny Thompson - batteria, cori